# Mistrzostwa Azji we Wspinaczce Sportowej 2007
Mistrzostwa Azji we Wspinaczce Sportowej 2007 – 16. edycja Mistrzostw Azji we wspinaczce sportowej, która odbyła się w dniach 8-11 listopada 2007 w chińskim Kantonie.
Podczas zawodów wspinaczkowych zawodnicy i zawodniczki rywalizowali w 6 konkurencjach.

## Konkurencje
Mężczyźni
- bouldering, prowadzenie i na czas

Kobiety
- bouldering, prowadzenie i na czas

## Uczestnicy
Zawodnicy i zawodniczki podczas zawodów wspinaczkowych w 2007 roku rywalizowali w 6 konkurencjach. Łącznie do mistrzostw Azji zgłoszonych zostało 174 wspinaczy (każdy zawodnik miał prawo startować w każdej konkurencji o ile do niej został zgłoszony i zaakceptowany przez IFCS oraz organizatora zawodów). 
| Lp.   |           | ↓ Uczestnicy – konkurencje → |    | bouldering | prowadzenie | na czas |
| ----- | --------- | ---------------------------- | -- | ---------- | ----------- | ------- |
| 1.    | Mężczyźni | 37                           | 33 | 27         |             |         |
| 2.    | Kobiety   | 25                           | 30 | 22         |             |         |
| Razem | Razem     | Razem                        | 62 | 63         | 49          |         |

## Medaliści
| Konkurencja  | Złoto                           | Srebro                  | Brąz                            |
| ------------ | ------------------------------- | ----------------------- | ------------------------------- |
| Mężczyźni    |                                 |                         |                                 |
| bouldering   | Korea Południowa · Son Sang-won | Japonia · Keita Mogaki  | Japonia · Kazuma Watanabe       |
| prowadzenie  | Korea Południowa · Son Sang-won | Japonia · Sachi Amma    | Korea Południowa · Min Hyun-bin |
| wsp. na czas | Chiny · Zhong Qixin             | Chiny · Chen Xiaojie    | Chiny · Zhang Ning              |
| Kobiety      |                                 |                         |                                 |
| bouldering   | Korea Południowa · Kim Ja-in    | Japonia · Akiyo Noguchi | Chiny · Huang Liping            |
| prowadzenie  | Korea Południowa · Kim Ja-in    | Chiny · Huang Liping    | Hongkong · Liu Hiu Ying         |
| wsp. na czas | Chiny · He Cuifang              | Chiny · Li Chunhua      | Chiny · Pan Xuhua               |

## Klasyfikacja medalowa
* Gospodarz zawodów został zaznaczony tym kolorem.
|                   |                   |   |   |   |    |  |  |  |  |
| 1                 | Korea Południowa  | 4 | 0 | 1 | 5  |  |  |  |  |
| 2                 | Chiny             | 2 | 3 | 3 | 8  |  |  |  |  |
| 3                 | Japonia           | 0 | 3 | 1 | 4  |  |  |  |  |
| 4                 | Hongkong          | 0 | 0 | 1 | 1  |  |  |  |  |
| Ogółem (4 państw) | Ogółem (4 państw) | 6 | 6 | 6 | 18 |  |  |  |  |

Źródła: